# 卡斯特 (愛達荷州)
卡斯特（英語：Custer）是位於美國愛達荷州卡斯特縣的一個鬼鎮。由於此地已於20世紀被荒廢，本地已無人居住。

## 地理
卡斯特的座標為44°23′15″N 114°41′45″W / 44.38750°N 114.69583°W，而該地的平均海拔高度為1972米（即6470英尺）。